# Air Bishkek
Air Bishkek (del ruso: Эйр Бишкек) fue una aerolínea chárter con base en Biskek, Kirguistán. La aerolínea fue fundada con el nombre de Eastok Avia y luego fue renombrada a Kyrgyz Airlines, y un año después consiguió el nombre de Air Bishkek.

## Prohibición de operar en la UE
La aerolínea figura en la Lista negra de compañías aéreas de la Unión Europea por motivos de seguridad.

## Destinos
- Irak
  - Suleimaniya (Aeropuerto Internacional de Suleimaniya)

- Turquía
  - Estambul (Aeropuerto de Estambul)

- Kirguistán
  - Biskek (Aeropuerto Internacional de Manas)
  - Osh (Aeropuerto de Osh)

- Rusia
  - Moscú (Aeropuerto Internacional Domodedovo)

## Flota
La flota de Eastok Avia incluye los siguientes aviones (a diciembre de 2010):
- 1 Boeing 737-200
- 1 Boeing 737-400